# Erik Jørgensen (athlétisme)
Pour l’article homonyme, voir Erik Jørgensen.
Erik Jörgensen, né le 21 avril 1920 à Nyborg et mort le 9 juin 2005 à Odense, est un athlète danois, spécialiste des épreuves de demi-fond. 

## Biographie
Il remporte la médaille de bronze du 1 500 mètres lors des championnats d'Europe d'athlétisme de 1946, à Oslo, devancé par les suédois Lennart Strand et Henry Eriksson.

### Palmarès
| Date | Compétition           | Lieu | Résultat | Épreuve | Performance  |
| ---- | --------------------- | ---- | -------- | ------- | ------------ |
| 1946 | Championnats d'Europe | Oslo | 3e       | 1 500 m | 3 min 52 s 8 |

### Records
| Épreuve              | Performance | Lieu         | Date |
| -------------------- | ----------- | ------------ | ---- |
| 1 500 m 3 min 52 s 8 | Oslo        | 25 août 1946 |      |